# Conus crotchii
Espèce
Statut de conservation UICN

 EN B1ab(iii)+2ab(iii) : En danger
Conus crotchii est une espèce de mollusques gastéropodes marins de la famille des Conidae.
Comme toutes les espèces du genre Conus, ces escargots sont prédateurs et venimeux. Ils sont capables de « piquer » les humains et doivent donc être manipulés avec précaution, voire pas du tout.

## Description
La taille de la coquille varie entre 18 mm et 32 mm.

## Distribution
Cette espèce est présente dans l'océan Atlantique au large de l'île de Boa Vista, Cap-Vert. 

### Niveau de risque d’extinction de l’espèce
Selon l'analyse de l'UICN réalisée en 2011 pour la définition du niveau de risque d'extinction, cette espèce est endémique de l'île de Boavista au sein du groupe des îles du Cap-Vert où elle est limitée au sud-ouest dans une zone délimitée par une position d'environ 10 km au sud de Sal Rei où elle se trouve le long d'environ 20 km de côte jusqu'à Santa Monica où l'espèce se trouve sur des récifs rocheux isolés dispersés le long des baies sablonneuses. La localité type est celle où l'espèce est actuellement la plus abondante. Le centre de l'aire de répartition de cette espèce est prévu pour le développement d'un grand projet d'infrastructure touristique comprenant une route pavée, des marinas et des terrains de golf qui pourraient perturber les habitats et alors qu'à l'heure actuelle la majeure partie de son aire de répartition est relativement peu perturbée, l'espèce est évaluée comme étant en danger B1ab(iii)+2ab(iii), étant donné les menaces futures pour les habitats. Le commerce de cette espèce n'a pas d'impact sur les populations à l'heure actuelle.

## Taxonomie

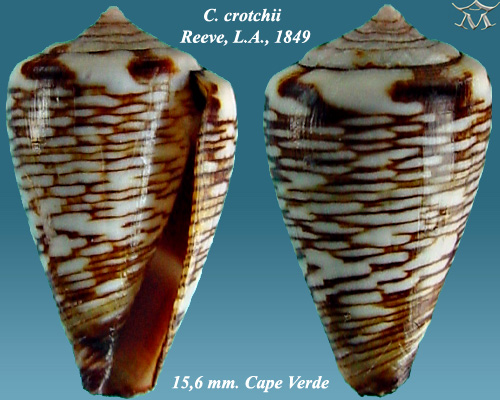
Conus crotchii Reeve, L.A., 1849

### Publication originale
L'espèce Conus crotchii a été décrite pour la première fois en 1849 par l'éditeur et naturaliste britannique Lovell Augustus Reeve (1814-1865) dans la publication intitulée « Conchologia Iconica, or, illustrations of the shells of molluscous animals »,.

### Synonymes
- Africonus antonioi T. Cossignani, 2014 · non accepté
- Africonus cabraloi T. Cossignani, 2014 · non accepté
- Africonus calhetinensis T. Cossignani & Fiadeiro, 2014 · non accepté
- Africonus condei Afonso & Tenorio, 2014 · non accepté
- Africonus crotchii (Reeve, 1849) · appellation alternative
- Africonus docensis T. Cossignani & Fiadeiro, 2014 · non accepté
- Africonus evorai (Monteiro, C. Fernandes & Rolán, 1995) · non accepté
- Africonus fiadeiroi Tenorio, Afonso, R. Cunha & Rolán, 2014 · non accepté
- Africonus irregularis (G. B. Sowerby II, 1858) · non accepté
- Africonus josegeraldoi T. Cossignani & Fiadeiro, 2018 · non accepté
- Africonus salreiensis (Rolán, 1980) · non accepté
- Africonus teodorae (Rolán & F. Fernandes, 1990) · non accepté
- Conus (Lautoconus) antonioi (T. Cossignani, 2014) · non accepté
- Conus (Lautoconus) cabraloi (T. Cossignani, 2014) · non accepté
- Conus (Lautoconus) condei (Afonso & Tenorio, 2014) · non accepté
- Conus (Lautoconus) crotchii Reeve, 1849 · non accepté
- Conus (Lautoconus) docensis (T. Cossignani & Fiadeiro, 2014) · non accepté
- Conus (Lautoconus) evorai Monteiro, C. Fernandes & Rolán, 1995 · non accepté

## Identifiants taxonomiques
Chaque taxon catalogué par les bases de données biologiques et taxonomiques possède un identifiant qui permet d'établir un point de référence. Les identifiants de Conus crotchii dans les principales bases sont les suivants :
BOLD : 901924 - CoL : XX8X - GBIF : 5728330 - iNaturalist : 150326 - IRMNG : 11406598 - TAXREF : 153727 - UICN : 192544 - WoRMS : 224817